# Port Eliot
Port Eliot  ist ein Herrenhaus auf der Halbinsel Rame in der Grafschaft Cornwall in Großbritannien. Das Herrenhaus liegt unmittelbar nördlich der Kirche des Dorfes St Germans westlich des River Tiddy. Sowohl Herrenhaus wie auch der umgebende Park sind als Kulturdenkmal der Kategorie Grade I klassifiziert.  

## Geschichte
Vermutlich um 1046, als der Bischofssitz von St Germans nach Exeter verlegt wurde, entstand an der Kirche von St Germans ein Säkularkanonikerstift. Das Stift wurde um 1170 in ein Augustiner-Chorherrenstift umgewandelt, das wegen seiner Lage an einem Nebenarm des Tiddy River Porth Prior genannt wurde. Während der Reformation unter Heinrich VIII. wurde das Stift aufgelöst, die Gebäude pachtete die Familie Champernowne, die es 1564 an den Merchant Adventurer John Eliot aus Plymouth verkaufte. Die Familie Eliot nutzte die ehemaligen Stiftsgebäude als Wohnhaus.

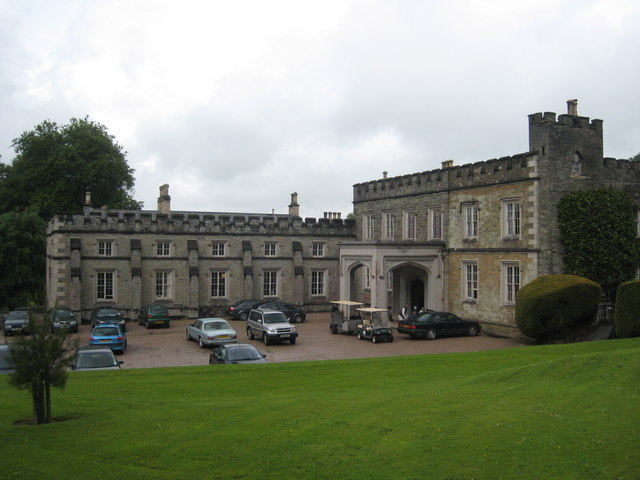
Das Hauptportal an der Westfassade

Zu Beginn des 18. Jahrhunderts wurde durch den Bau eines Damms ein Seitenarm des Flusses Tiddy trockengelegt und so das Gelände für den Park geschaffen. Ein Teil der alten Stiftsgebäude wurde im 18. Jahrhundert abgerissen und stattdessen neue Gebäude im georgianischen Stil erbaut. Edward Eliot, der den Besitz 1782 geerbt hatte und 1784 zum Baron Eliot erhoben wurde, beauftragte 1792 Humphry Repton mit der Umgestaltung des Pleasuregrounds und des Parks. Nach dem Tod des 1. Barons 1804 erbte sein dritter Sohn John Eliot, der 1815 zum ersten Earl of St. Germans erhoben wurde, den Besitz. Er ließ das Haus und die Nebengebäude von 1804 bis 1806 von John Soane umbauen, wobei das Haus erweitert wurde und eine neue Fassade erhielt. Weiter ließ Eliot den Pleasureground durch William Sawrey Gilpin umgestalten. Besitz und Titel erbte 1823 sein Bruder William Eliot, der 1829 von Henry Harrison einen neuen Wirtschaftsflügel anbauen ließ und den Haupteingang von der Ost- an die Westfassade verlegte. 
Bis heute ist Port Eliot im Besitz der Familie Eliot. Das Herrenhaus und der Park werden für zahlreiche Veranstaltungen genutzt, darunter für das seit 2003 stattfindende Port Eliot Festival, ein überregionales Literatur- und Musikfestival. Von März bis Juli können Haus und Garten besichtigt werden.

## Anlage

### Herrenhaus
Der weitläufige Gebäudekomplex mit einem unregelmäßigen Grundriss befindet sich 20 m nördlich der Kirche St Germanus. Den Gebäudekern bilden noch Teile der mittelalterlichen Stiftsgebäude, der Großteil des Gebäudes stammt jedoch aus dem frühen 18. Jahrhundert. Vom rechteckigen Haupthaus geht nach Nordosten ein weiterer Flügel mit dem runden Saal ab, im Nordwesten befindet sich der im 19. Jahrhundert angebaute Wirtschaftsflügel. Das zweigeschossige Haus aus verputztem Bruchstein ist mit hinter zinnengekrönten Brüstungen liegenden Schieferdächern gedeckt. Der Haupteingang befindet sich an der Westfassade. 
Das Herrenhaus besitzt etwa 100 Räume, zu den Repräsentationsräumen gehören der große Speisesaal, der Drawing Room, der früher das Refektorium der Priorei war sowie der runde Saal mit Wandmalereien von Robert Lenckiewicz. Die Räume sind noch großteils mit historischem Mobiliar eingerichtet, die Gemäldesammlung umfasst neben Bildern von holländischen Meistern Werke von Joshua Reynolds, George Romney und Anthonis van Dyck.

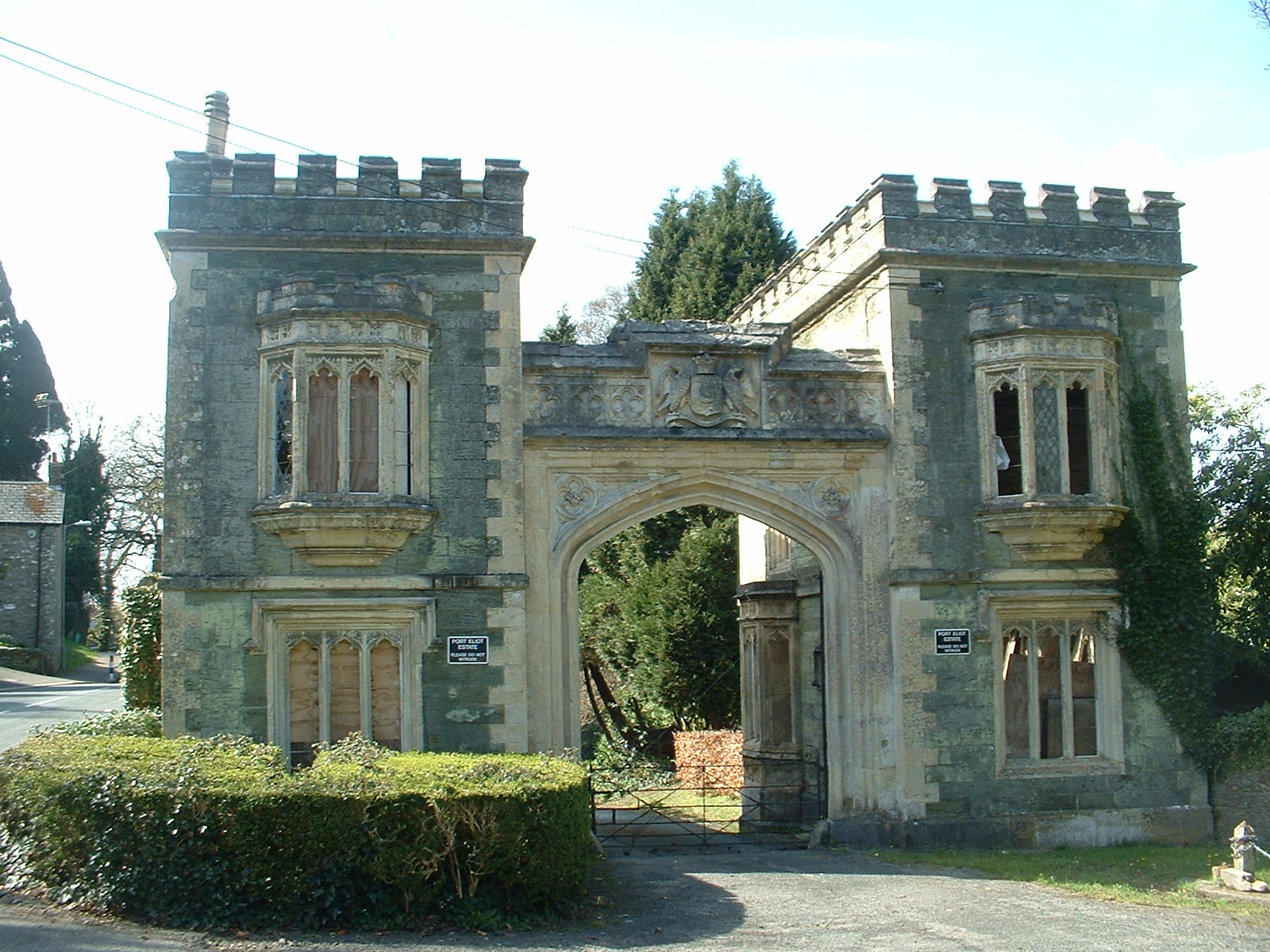
Die Town Lodge an der Zufahrt

### Nebengebäude
Die Stallungen liegen etwa 270 m nordwestlich des Herrenhauses. Sie wurden 1802 bis 1806 im neugotischen Stil von John Soane erbaut und bestehen aus zwei parallelen Gebäuden, die einen Innenhof bilden. Die Einfahrt zum Anwesen bildet die 80 m südwestlich des Herrenhauses liegende Town Lodge, ein etwa 1840 erbautes zweigeschossiges Torhaus aus grünem Schiefer mit Kalksteineinfassungen im Neo-Tudorstil.

### Garten und Park
Das etwa 180 ha große Anwesen umfasst etwa 20 ha Gärten und Pleasuregrounds sowie einen 160 ha großen Park. Der Pleasureground ersetzt einen formalen Terrassengarten aus der ersten Hälfte des 18. Jahrhunderts. Im 19. Jahrhundert wurde er von Repton und Gilpin umgestaltet, weitere Veränderungen erfolgten bis zum Ende des 20. Jahrhunderts.
Östlich und südöstlich des Herrenhauses erstrecken sich die Gärten und der als Landschaftsgarten gestaltete Pleasureground. Der Pleasureground enthält geschwungene Wege, die durch Rasenflächen und Waldgelände führen, die mit Rhododendren, Kamelien und Azaleen durchsetzt sind. Durch Sichtachsen ergeben sich Ausblicke auf den River Tiddy. 80 m südöstlich des Herrenhauses liegt die langgestreckte, um 1790 erbaute Orangerie. Südlich der Orangerie liegt ein kleiner, von Eibenhecken eingefasster Garten mit vier Steinbüsten und einem Springbrunnen. Östlich an diesen Garten grenzt der um die Mitte des 18. Jahrhunderts angelegte Küchengarten, der von einer 4 m hohen Ziegelsteinmauer umschlossen ist und noch ein altes Gewächshaus, einen Kräutergarten und eine Obstwiese enthält. Nordöstlich des Küchengartens liegt ein ellipsenförmiges Bowling Green mit einem aus dem frühen 19. Jahrhundert stammenden hölzernen Sommerhaus. Weiter östlich wurde gegen Ende des 20. Jahrhunderts ein Labyrinth aus Buchenhecken und Ziegelsteinpfaden angelegt. Südöstlich des Labyrinths sich etwa 530 m vom Haus entfernt am Flussufer eine Batterie mit sechs Salutkanonen aus der ersten Hälfte des 19. Jahrhunderts. Nordwestlich der Batterie befindet sich die Bootsanlegestelle mit einem aus dem 18. Jahrhundert stammenden Bootshaus. Bis zum Bau der Eisenbahnlinie in den 1860er Jahren starteten von hier aus die Reisen der Familie Eliot nach Plymouth und weiter ostwärts. Einen Blickfang für den Park bietet der neuachsige Eisenbahnviadukt über den River Tiddy, der in der Mitte des 19. Jahrhunderts von Isambard Kingdom Brunel erbaut wurde. 

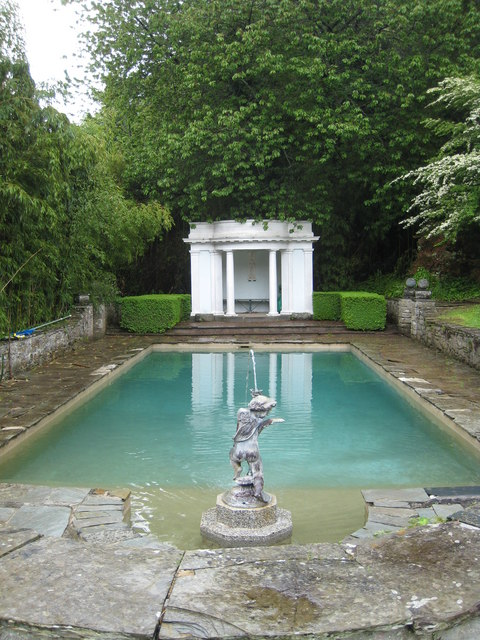
Swimming Pool im Park

Nördlich des Hauses liegt eine von steinernen Mauern begrenzte Terrasse, an die sich eine Wiese anschließt, die durch einen Ha-Ha vom Park abgetrennt ist. Nordöstlich des Hauses liegt ein Swimming Pool aus dem 20. Jahrhundert mit einem Pavillon. 
Nördlich und nordwestlich des Hauses erstreckt sich der Park, der aus zwei Teilen besteht. 
- Die mit einzelnen Bäumen bestandene Wiese nördlich des Herrenhauses wurde bereits im 18. Jahrhundert als Park angelegt. Sie grenzt im Osten an den Tiddy River und endet am Craggs' Wood, einem auf einer kleinen Anhöhe über dem Fluss gelegenen Mischwald. Etwa 500 m nordwestlich des Hauses befinden sich einige landwirtschaftlich genutzte Gebäude, die im 18. Jahrhundert an einem kleinen See errichtet wurden.
- Der nordwestlich gelegene Parkteil besteht aus Waldstücken, Wiesen und teils landwirtschaftlich genutzten Flächen, die von Sichtachsen durchzogen sind. Die Parklandschaft ist leicht gewellt, höchster Punkt des Parkes ist der etwa 1,2 km nordwestlich des Herrenhauses liegende Great Hill, ein steiler Hügel, der das Herrenhaus und den Park vor den vorherrschenden nördlichen Winden abschirmt. Der Hügel ist von einem eisenzeitlichen Hillfort gekrönt und Blickfang mehrerer Sichtachsen. Nach Norden und Osten fällt der Park anschließend zum River Tiddy ab, nach Westen geht der Park in landwirtschaftlich genutzte Flächen über.